# Kovent
Kovent (auch: Kofent oder Covent) ist ein Dünnbier oder Nachbier, das in früherer Zeit nach Abzug der zweiten Würze durch einen kalten Aufguss auf die Treber gewonnen wurde, jetzt aber nur noch als Hausgetränk hergestellt wird. Der Name soll entstanden sein aus Konventbier, d. h. Bier der Konventualen oder Klosterbrüder, im Gegensatz zu dem stärkeren (Herren-)Bier der Patres.
Dieser Artikel basiert auf einem gemeinfreien Text aus Meyers Konversations-Lexikon, 4. Auflage von 1888 bis 1890.